# Jeongcheon-myeon
Jeongcheon-myeon (koreanska: 정천면) är en socken i Sydkorea.  Den ligger i kommunen Jinan-gun och provinsen Norra Jeolla, i den centrala delen av landet, 190 km söder om huvudstaden Seoul.